# İlhan Topsakal
İlhan Topsakal – turecki zapaśnik walczący w stylu klasycznym. Brązowy medalista mistrzostw Europy w 1968 roku.